# Dragutin Topić
Pour les articles homonymes, voir Topic.
Dragutin Topić (né le 12 mars 1971 à Belgrade, alors en Yougoslavie) est un athlète yougoslave puis serbe, spécialiste du saut en hauteur. Il est l'actuel détenteur du record du monde junior avec 2,37 m. Il mesure 1,97 m pour environ 77 kg.

## Carrière
Durant sa carrière il représenta la Yougoslavie de 1990 à 1992, la République de Yougoslavie de 1993 à 2003, la Serbie et Monténégro de 2003 à 2006 et enfin la Serbie à partir de 2007.
Champion du monde junior et nouveau détenteur à cette occasion du record du monde junior avec 2,37 m à Plovdiv, il remporte la même année les Championnats d'Europe d'athlétisme 1990 à Split. Après une médaille de bronze en 1992, il s'adjuge le titre aux championnats d'Europe en salle de 1996. Il réédite ce podium en 2000 en prenant à Paris la 3e place de cette même compétition.
Contrôlé positif à la norandrostérone le 2 février 2001, à Wuppertal, il est suspendu deux ans. Malgré ses 37 ans, il participe aux Jeux olympiques d'été de 2008 à Pékin mais ne se qualifie pas pour la finale. Il remporte ensuite la médaille de bronze aux Jeux méditerranéens de 2009.
À 41 ans, il participe à ses sixièmes Jeux olympiques à Londres, sans pouvoir atteindre la finale, ni franchir la première barre placée à 2,16 m.
C'est l'époux de Biljana Topić, une spécialiste du triple saut et le père et coach de la sauteuse en hauteur Angelina Topic.

## Palmarès
| Date | Compétition                       | Lieu      | Résultat | Marque |
| ---- | --------------------------------- | --------- | -------- | ------ |
| 1990 | Championnats du monde juniors     | Plovdiv   | 1er      | 2,37 m |
| 1990 | Championnats d'Europe             | Split     | 1er      | 2,34 m |
| 1991 | Championnats du monde             | Tokyo     | 9e       | 2,28 m |
| 1992 | Championnats d'Europe en salle    | Gênes     | 3e       | 2,29 m |
| 1992 | Jeux olympiques                   | Barcelone | 8e       | 2,28 m |
| 1994 | Championnats d'Europe             | Helsinki  | 5e       | 2,31 m |
| 1995 | Championnats du monde             | Göteborg  | 8e       | 2,25 m |
| 1996 | Championnats d'Europe en salle    | Stockholm | 1er      | 2,35 m |
| 1996 | Jeux olympiques                   | Atlanta   | 4e       | 2,32 m |
| 1997 | Championnats du monde en salle    | Paris     | 3e       | 2,32 m |
| 2000 | Championnats d'Europe en salle    | Gand      | 3e       | 2,34 m |
| 2000 | Jeux olympiques                   | Sydney    | qual.    | 2,20 m |
| 2004 | Jeux olympiques                   | Athènes   | 10e      | 2,29 m |
| 2005 | Championnats du monde             | Helsinki  | 9e       | 2,25 m |
| 2007 | Championnats du monde             | Osaka     | qual.    | 2,19 m |
| 2008 | Jeux olympiques                   | Pékin     | qual.    | 2,25 m |
| 2009 | Championnats d'Europe par équipes | Bergen    | 1er      | 2,29 m |
| 2009 | Jeux méditerranéens               | Pescara   | 3e       | 2,26 m |
| 2009 | Championnats du monde             | Berlin    | qual.    | 2,15 m |
| 2012 | Championnats d'Europe             | Helsinki  | qual.    | 2,10 m |
| 2012 | Jeux olympiques                   | Londres   | qual.    | NM     |

## Records personnels
| Épreuve     | Épreuve     | Performance | Lieu      | Date          |
| ----------- | ----------- | ----------- | --------- | ------------- |
| Hauteur     | Plein air   | 2,38 m      | Belgrade  | 1er août 1993 |
| Hauteur     | Indoor      | 2,35 m      | Stockholm | 10 mars 1996  |
| Triple saut | Triple saut | 15,66 m     |           | 1992          |
| Décathlon   | Décathlon   | 6 155 pts   |           | 1994          |